# Paradise Road
Paradise Road ist ein US-amerikanisch-australischer Kinofilm aus dem Jahr 1997 des Regisseurs Bruce Beresford. Es handelt sich dabei um die Verfilmung einer wahren Geschichte über ein in Gefangenschaft gegründetes Vokalorchester. Die Geschichte basiert auf den Tagebuchaufzeichnungen White Coolies von Betty Jeffrey. Alternativtitel sind Paradise Road – Weg aus der Hölle und Weg aus der Hölle.

## Handlung
Am 10. Februar 1942 wird das in Singapur gelegene britische Handelszentrum attackiert. Nach dem Motto „Frauen und Kinder zuerst“ werden diese auf ein Schiff nach Europa gebracht. Doch das Ziel bleibt unerreicht. Das Schiff wird bombardiert und sinkt. Adrienne Pargiter kann sich mit zwei anderen Frauen auf das Festland Sumatras retten, welches sich unter der Kontrolle Japans befindet. Sie werden mit vielen anderen schiffbrüchigen Frauen und etlichen Kindern gefangen genommen und in ein Gefangenenlager gebracht. Obwohl sie dort mit dem tropischen Klima, ärmlicher Behausung und einem Minimum an Nahrung zurechtkommen müssen, sind die Klassenschranken noch nicht aufgehoben. Doch sehr bald begreifen sie, dass sie nur dann überleben können, wenn sie zusammenhalten. Aus dieser Idee entsteht ein Chor, der von Adrienne Pargiter geleitet wird. Mit Hilfe einer Freundin schreibt sie Stücke, die für Orchester gedacht sind, auf a cappella um. Durch die Hilfe der Musik, die ihnen Kraft und eine Beschäftigungsmöglichkeit gibt, kämpfen sie sich durch Jahre der Gefangenschaft. Als ihre Bewacher ihnen das Ende des Krieges mitteilen, haben die allermeisten der Frauen überlebt.

## Kritiken
In den englischsprachigen Medien stieß der Film auf ein verhaltenes Echo. Basierend auf der Auswertung von 23 Kritiken weist Rotten Tomatoes eine Zustimmungsquote von lediglich 43 Prozent aus.

„Nach einer authentischen Geschichte gedrehter Film, der Leiden und Elend weitgehend zugunsten einer pathetisch-sentimentalen Inszenierung ausspart. Die klischeehafte Figurenzeichnung und der unsensible Umgang mit dem historischen Kontext sind gleichermaßen für das Scheitern des Films verantwortlich.“

„Edelkitsch […] der tief unter die Haut geht. Dem Regisseur ist ein wirklich feiner Film gelungen: […] erfrischend unspektakulär. Ohne Effekthascherei porträtiert Beresford das Verhältnis zwischen Unterdrückern und Unterdrückten und umschifft trotz konventioneller Bilderfindung schmalzige Klischees. Sein Film besticht durch großartiges Ensemblespiel und durch die überirdisch anmutende Musik.“

## Auszeichnungen
Peter James gewann im Jahr 1998 den Golden Tripod der Australian Cinematographers Society. Bruce Beresford als Regisseur und Drehbuchautor sowie Ross Edwards wurden 1998 für den Film Critics Circle of Australia Award nominiert.

## Hintergrund
Die Produktionskosten beliefen sich auf geschätzte 16 Millionen US-Dollar. Der Film spielte in den Kinos der USA lediglich ca. 1,9 Millionen US-Dollar ein; in den anderen Ländern wurden ca. 960 Tsd. US-Dollar eingespielt.